# Eltroplectris calcarata
Eltroplectris calcarata är en orkidéart som först beskrevs av Olof Swartz, och fick sitt nu gällande namn av Leslie Andrew Garay och Herman Royden Sweet. Eltroplectris calcarata ingår i släktet Eltroplectris och familjen orkidéer. Inga underarter finns listade i Catalogue of Life.